# 凯尔西地区布洛克
凯尔西地区布洛克（法語：Bouloc-en-Quercy，法語發音：[bulɔk ɑ̃ kɛʁsi]，2017年之前名为布洛克 (Bouloc)）是法国奧克西塔尼大區塔恩-加龙省的一个市镇，属于卡斯泰尔萨拉桑区。

## 地理
凯尔西地区布洛克（44°17'58"N, 1°7'34"E）面积14.81 平方千米，位于法国奧克西塔尼大區塔恩-加龙省，该省份为法国西南部内陆省份，北起顺时针与洛特省、阿韦龙省、塔恩省、上加龙省、热尔省和洛特-加龙省接壤。
与凯尔西地区布洛克接壤的市镇（或旧市镇、城区）包括：贝尔韦兹、洛泽特、圣朱丽叶、白色凯尔西地区蒙屈克。

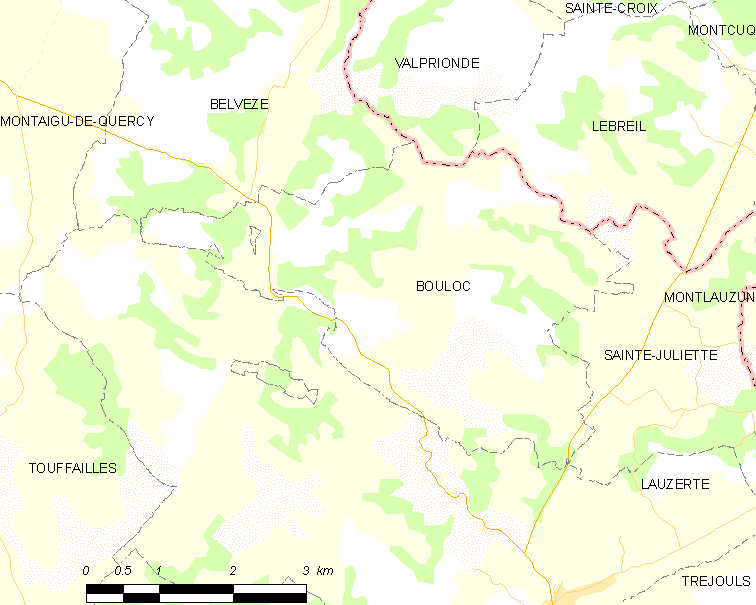
凯尔西地区布洛克的OSM定位图

凯尔西地区布洛克的时区为UTC+01:00、UTC+02:00（夏令时）。

## 行政
凯尔西地区布洛克的邮政编码为82110，INSEE市镇编码为82021。

## 政治
凯尔西地区布洛克所属的省级选区为塞尔地区-南凯尔西县。

## 人口

1962-2008年间凯尔西地区布洛克人口变化图示

凯尔西地区布洛克于2022年1月1日时的人口数量为189人。